# عمار الموصلي
عمار بن علي أبو القاسم الموصلي طبيب عيون في جراحة العيون. ولد ونشأ بالموصل، ورحل إلى القاهرة واستقر بها في عهد الحاكم بأمر الله الفاطمي (توفي نحو 400هـ - 1010م).

## ترجمته
أصله من الموصل، وسكن مصر في أيام الحاكم الفاطمي، واشتهر له كتب عديدة، منها «المنتخب في علاج أمراض العين» في علم العين وعللها ومداواتها، يوجد منه نسخة في الرباط. تُرجم إلى الألمانية وطُبع بها، كما طُبع بالعربية عام 1991م بتحقيق من ظافر الوفائي ومحمد رواس قلعجي.

## إنجازاته العلمية
لعمار الموصلي في الطب العيون إنجازات منها:
ابتكر كجراح أول طريقة جراحية لعملية قدح العين المعروفة بالكاتاراكت.
وصمم واخترع المقدح الأجوف لشفط الساد الطري وهو مقدح على شكل إبرة مجوفة لا يشكل استعمالها في قدح العين أي خطر على العين ولا تزال طريقته في عملية امتصاص الساد الطري متبعة حتى اليوم.
وابتدع طريقة لمعالجة غطش البصر الناتج من الإصابة بالحول عند الأطفال بتغطية العين السليمة، وقد سبق الموصلي بهذه الطريقة غيره من الأطباء العالميين بألف عام.

## مؤلفاته
وللموصلي من الكتب كتاب وحيد في طب العيون هو «المنتخب في علاج أمراض العين» وهو كتاب في مداواة علل العين بالأدوية والآلات الجراحية ويشتمل هذا الكتاب علي تجارب وطرائق عملية في إجراء.
جراحات العيون وبيان لتشريحها وهو كتاب من 125 فصلا وقد اتبع فيه الموصلي منهجا علميا دقيقا واستفاد من منهجه هذا من جاء بعده من الأطباء المسلمين في العصور الوسطي ومن بينهم الغافقى والحموي والكفرطابى.